# Zhao Tailong
Zhao Tailong (chinês: 赵泰隆) (Jilin, 4 de janeiro de 1990) é um basquetebolista chinês que atualmente joga pelo  Fujian Sturgeons disputando a Liga Chinesa de Basquetebol. O atleta possui 1,97m e atua na posição ala. Fez parte do selecionado chinês que conquistou a vaga para o torneio olímpico de basquetebol dos Jogos Olímpicos de Verão de 2016 no Rio de Janeiro.